# Clidemia hirta
El cordobán peludo de Cuba (Clidemia hirta) es un arbusto perenne. Es una especie de planta invasora en muchas regiones tropicales del mundo, y ocasiona graves daños. Está incluido en la lista 100 de las especies exóticas invasoras más dañinas del mundo de la Unión Internacional para la Conservación de la Naturaleza.

## Nombre
El epíteto hirta significa "maleza" en latín. "Koster´s curse" es un nombre de uso común en los lugares donde la planta crece como mala hierba, tales como Hawái. Koster fue el hombre que entre 1880 y 1886 ingreso accidentalmente semillas de C. hirta en Fiji en viveros de café, en donde su naturaleza problemática se notó por primera vez alrededor de 1920 (Paine, 1934; Simmonds, 1937). Originalmente sólo se conocía como "la maldición"  por el daño que causó a las plantaciones de coco, su nombre vernáculo se convirtió en un modelo después que las otras plantas invasoras se establecieran como patrones, Ellington´s curse en Fiji, McConnel´s curse en Australia, La maldición de India en el este de África o Burbank´s Folly en el noroeste del Pacífico.

## Biología
La planta crece entre 0,5 y 2 metros de altura, dependiendo de su hábitat. Hojas ovadas a oblongo-ovadas, de 5 a 16 cm de largo y 3,2 a 8 cm de ancho. Inflorescencia ramificada de 2 a 3 cm de largo, flores con pétalos blancos oblongos a obovado-oblongos de 8 a 10 mm de largo y 3 a 5 mm de ancho. Las bayas o zarzamoras son de 6 a 8 milímetros de largo y un sabor un poco parecido al sabor de un arándano. Cada fruta contiene más de 100 pequeñas (0,5 mm) semillas. Florece y da fruto todo el año, si las condiciones son lo suficientemente húmedas. Una planta grande puede producir más de 500 frutos en un solo año. 
Las semillas son dispersadas por las aves, cerdos salvajes, otros animales y humanos. Las ovejas no se comen la planta, y el tanino en el interior del fruto es venenoso para las cabras. Las semillas pueden permanecer viables en el suelo hasta por 4 años. 
El factor humano de consumo no ha sido totalmente explorado. El tanino en el interior de la fruta no es nocivo para los seres humanos y un jarabe delicioso puede hacerse de esta fruta. El jarabe tiene un hermoso color azul índigo y puede ser utilizada para mejorar y eliminar la amargura de infusiones como la yerba mate. 

## Distribución
Originario de América neotropical (México a Paraguay, así como el Caribe), ha sido introducido a Australia, Asia meridional y el este de África.
Fue introducido en Hawái en la década de 1940, en 1978 se había extendido a más de 90.000 hectáreas (360 km²) de tierra en Oahu.  En 1972 Koster´s curse fue detectado por primera vez en la Isla de Hawái

## Control biológico
Koster´s curse puede formar densos matorrales que sofocan las plantaciones, pastizales y la vegetación local.
Sacar las plantas manualmente de la tierra complementada por la aplicación de herbicidas es un eficaz método de control, pero temporal. El Thysanoptera urichi de Trinidad se utiliza para controlar biológicamente C. hirta, él fue empleados por primera vez en Fiji en 1930 (Simmonds, 1933).
Ingresar la planta en Australia puede ser multado con hasta con 60.000 (Australia) $.

## Taxonomía
Clidemia hirta fue descrita por (L.) D.Don y publicado en Memoirs of the Wernerian Natural History Society 4: 309. 1823.
Sinonimia
Sinónimos taxonómicos para C. hirta incluyen:
- Clidemia benthamiana
- Clidemia cognata
- Clidemia crenata
- Clidemia elegans
- Clidemia leptocada
- Clidemia pauciflora
- Dancera hirta
- Leandra fimbriata
- Maieta hirta
- Melastoma anhaga
- Melastoma aristatum
- Melastoma elegans
- Melastoma hirtum
- Melastoma rustica
- Staphidium elegans
- Staphidium hostmanii

## Galería

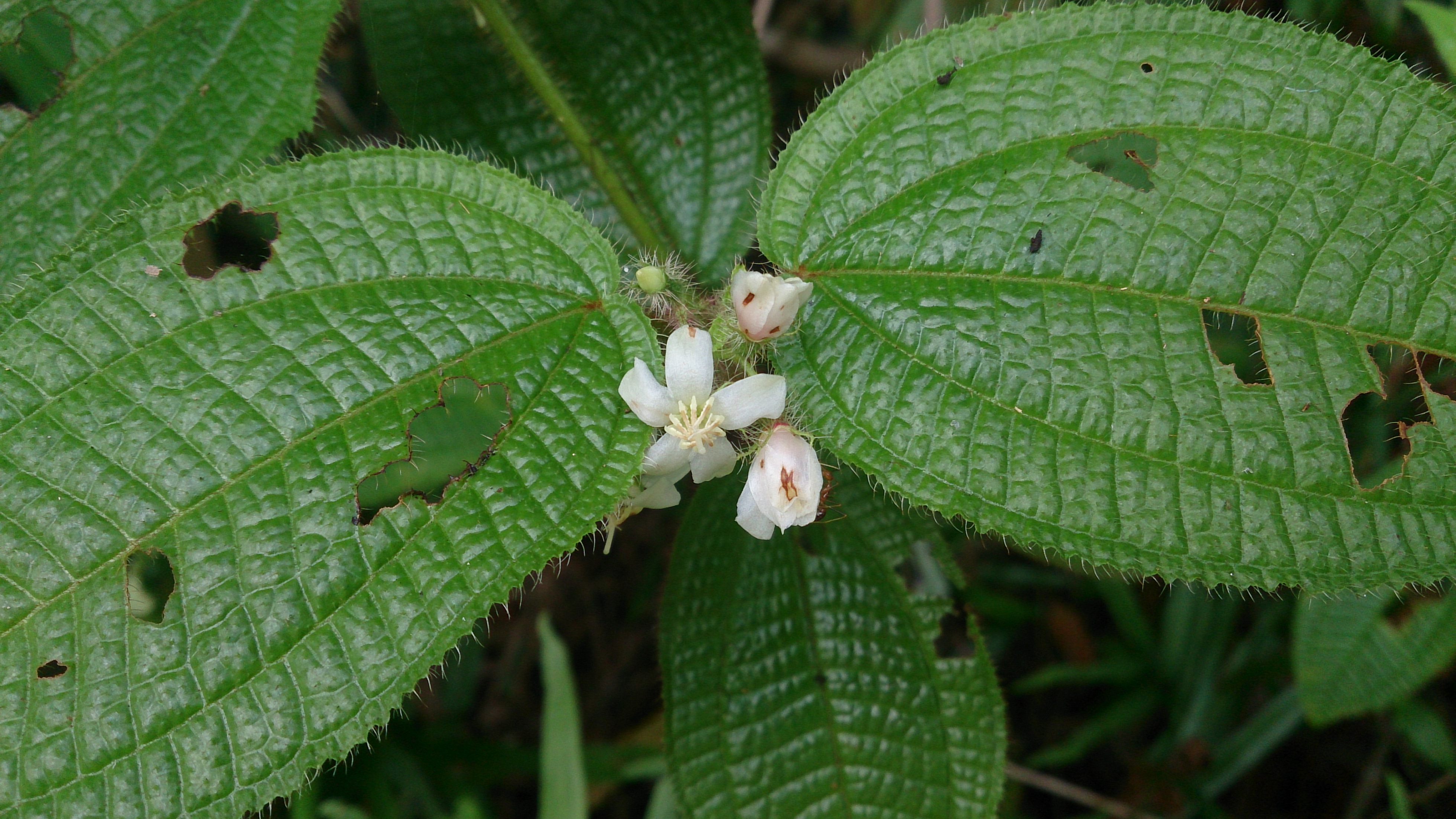
Clidemia hirta
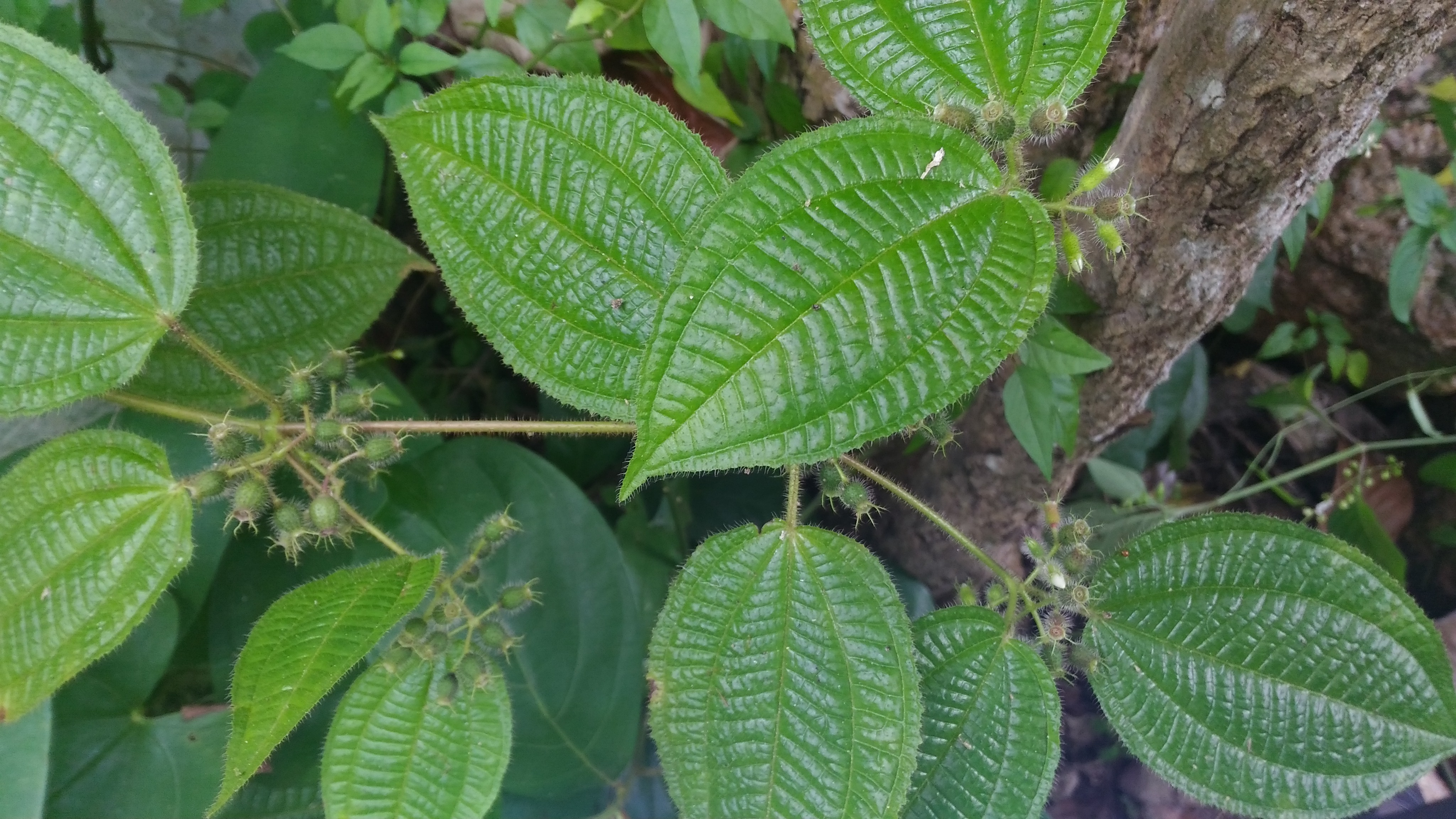
Clidemia hirta
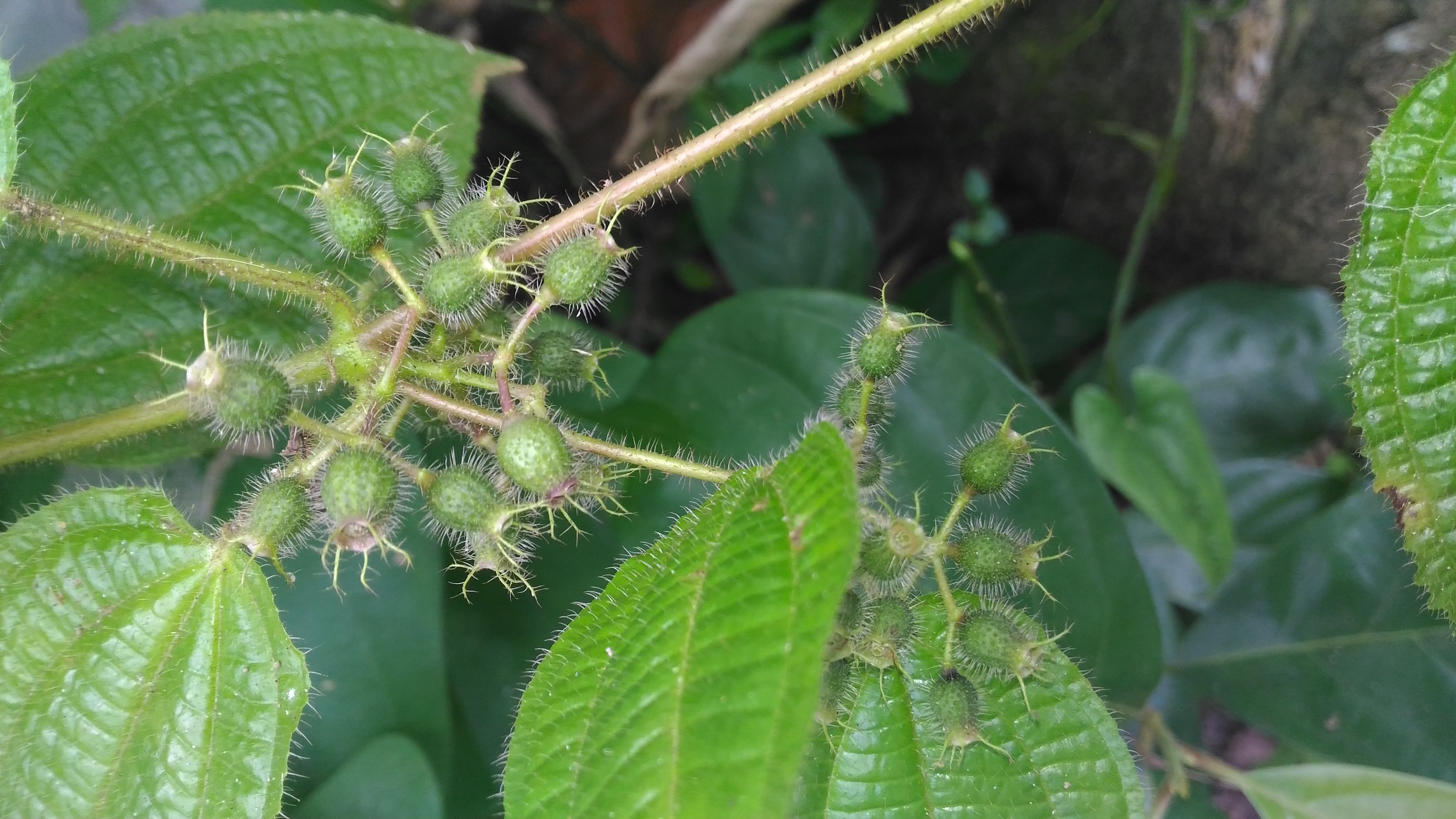
Frutos
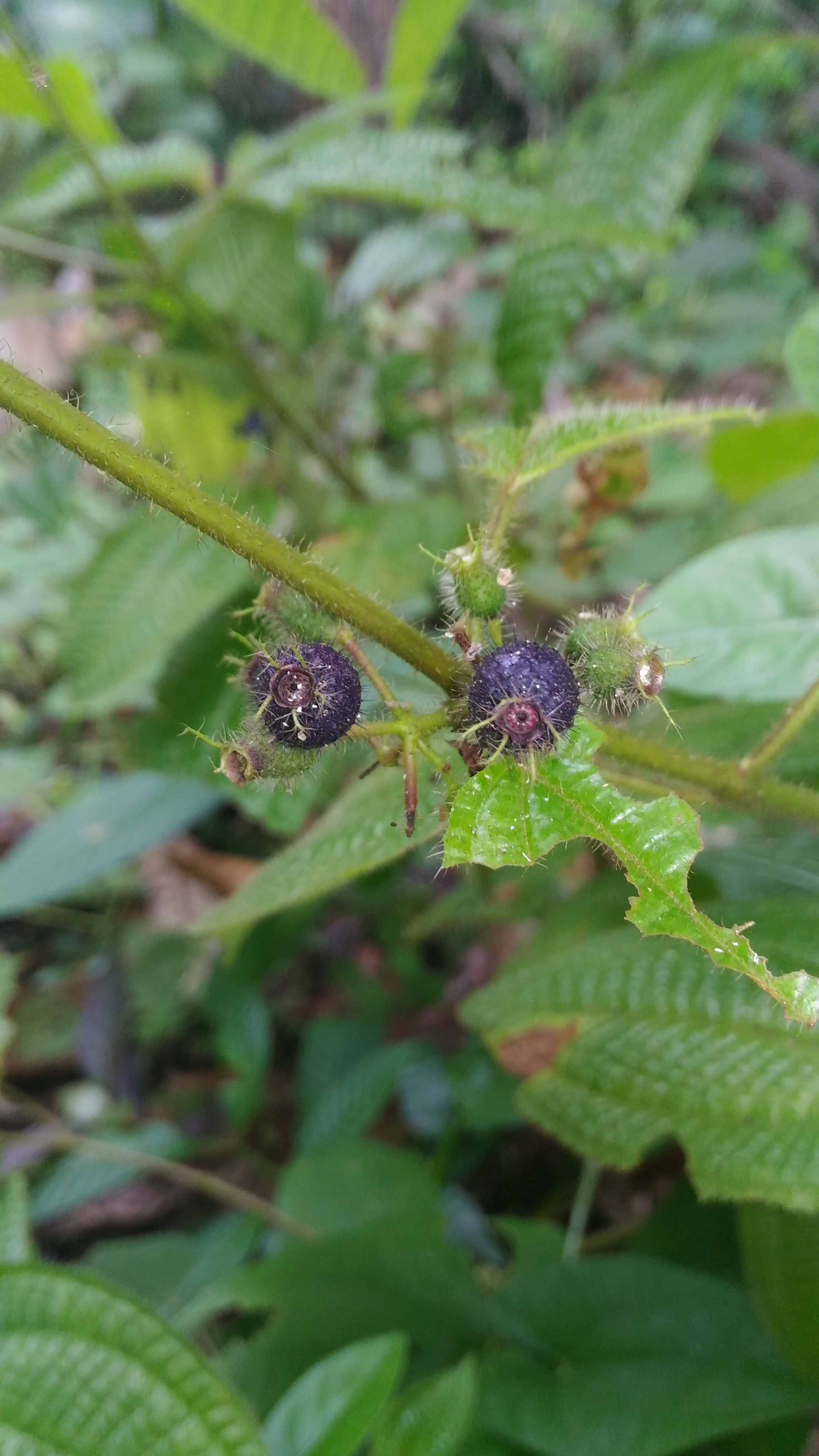
Frutos
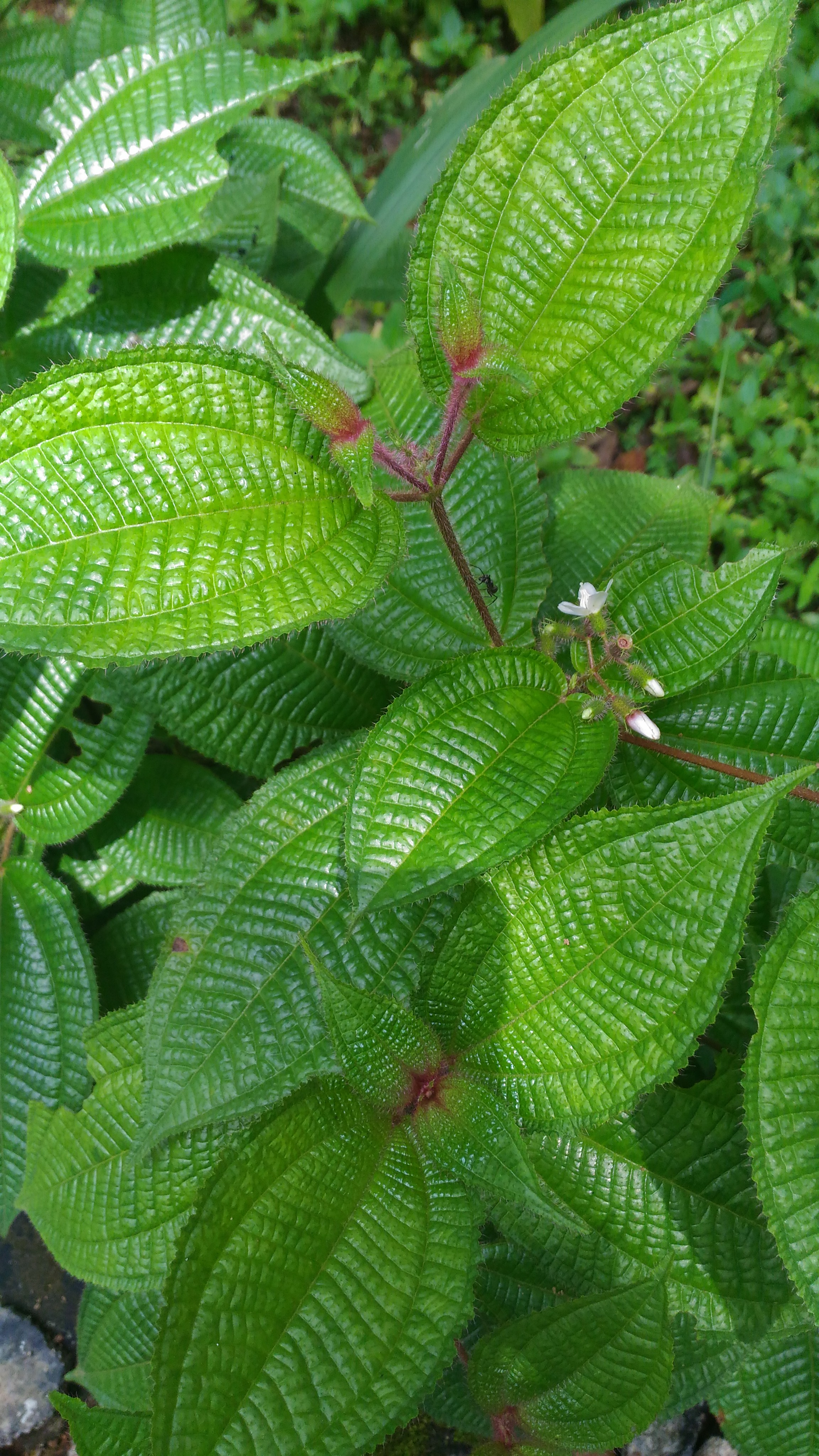
Clidemia hirta
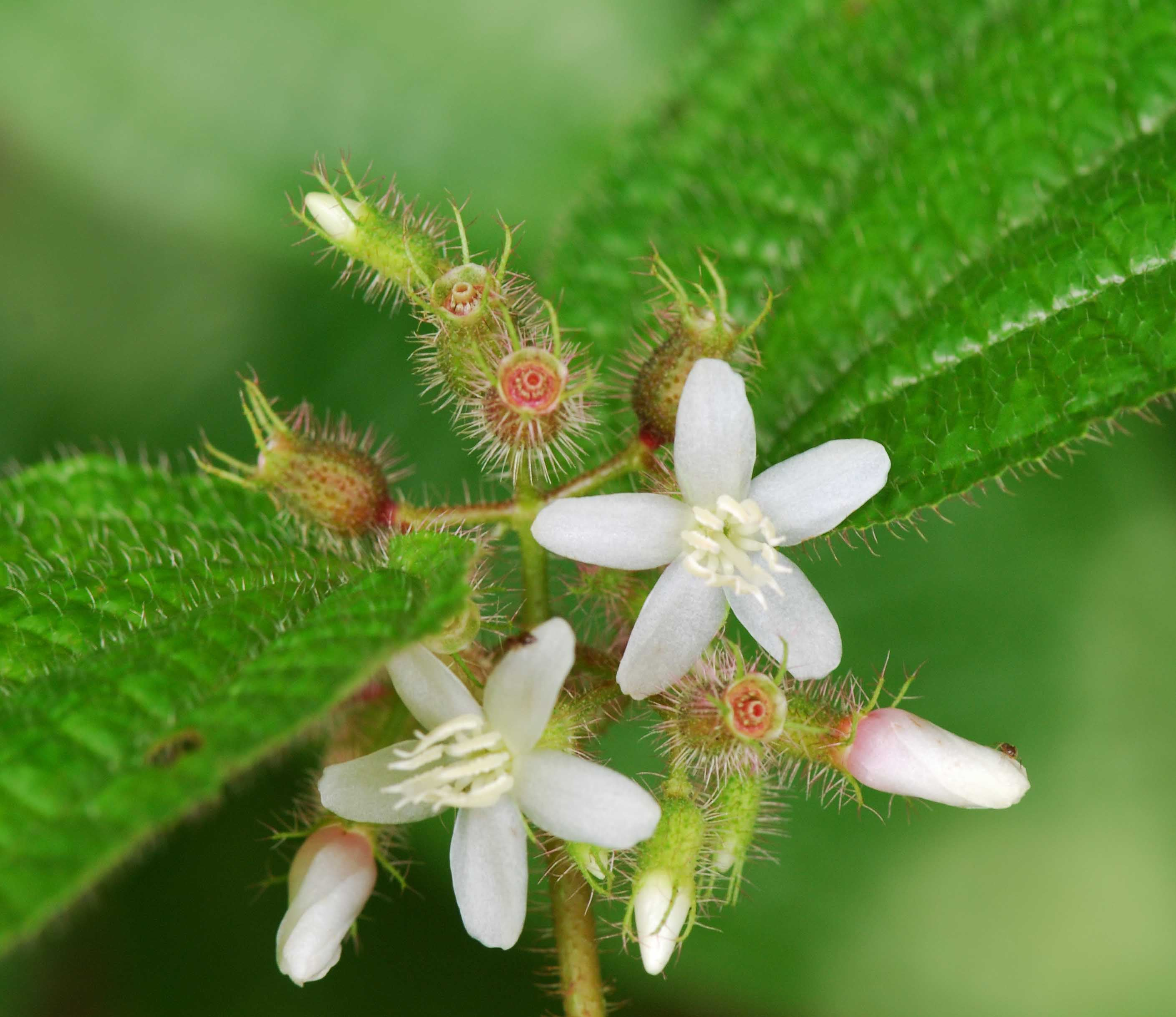
Hojas, flores y frutos